# 沔州 (隋朝)
沔州，中国隋朝时设置的州。
隋炀帝大业二年（606年），改复州为沔州，治所在建兴县（今湖北省仙桃市西南）。下辖建兴县、竟陵县（今湖北省天门市）、甑山县（今湖北省汉川市东南）、监利县（今湖北省监利市东北）、汉阳县（今湖北省武汉市汉阳区西）。大业三年（607年）改州为郡，沔州为沔阳郡。